# Scapozygocera
Scapozygocera is een kevergeslacht uit de familie van de boktorren (Cerambycidae). De wetenschappelijke naam van het geslacht werd voor het eerst geldig gepubliceerd in 1947 door Breuning.

## Soorten
Scapozygocera omvat de volgende soorten:
- Scapozygocera ochreifrons Breuning, 1965
- Scapozygocera quadriplagiata Breuning, 1947